# Jorge Benci de Arimino

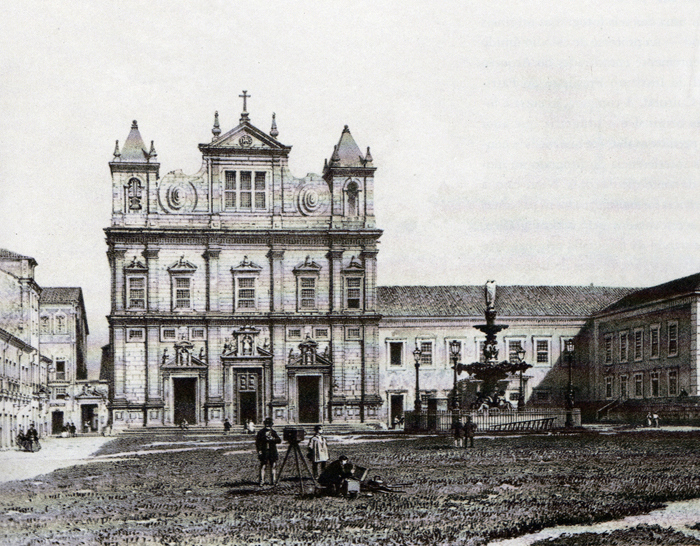
Antigo Colégio dos Jesuítas em Salvador, Bahia

Jorge Benci de Arimino (Rimini, Itália, 1650 — Lisboa, Portugal, 10 de julho de 1708) foi um jesuíta italiano que atuou no Brasil colonial entre os séculos XVII e XVIII. É conhecido por sua obra Economia Cristã dos Senhores no Governo dos Escravos  (1705), que aborda a conduta ideal dos senhores para com os escravos sob a perspectiva da doutrina cristã.

## Biografia
Jorge Benci nasceu em Rimini, Itália, no ano de 1650. Ingressou na Companhia de Jesus em Bolonha no dia 17 de outubro de 1665, aos 15 anos de idade. Sua formação inicial foi marcada pela dedicação aos estudos religiosos e acadêmicos, e ele logo demonstrou um forte compromisso com a missão cristã.
Em 1681, após completar sua formação teológica, Benci fez uma breve passagem por Lisboa para integrar as atividades missionárias da Companhia de Jesus. O objetivo era partir para o Brasil, onde a ordem realizava trabalhos de evangelização, especialmente nas regiões mais distantes e nas colônias onde a presença da Igreja era forte. Em 15 de agosto de 1683, após sua chegada ao Rio de Janeiro, Jorge Benci realizou sua profissão solene, consolidando seu compromisso com a ordem jesuítica e suas responsabilidades no novo continente.
No Brasil, Benci desempenhou diversas funções dentro da Companhia de Jesus, destacando-se como professor de Teologia e Humanidades, além de atuar como pregador. Ele também foi procurador do Colégio da Bahia, onde sua atuação administrativa e pedagógica foi fundamental para a manutenção das atividades da ordem na região. Através de seu trabalho como visitador local, Benci teve a responsabilidade de supervisionar as diversas missões jesuíticas espalhadas pelo Brasil, mantendo a disciplina e os princípios da Companhia de Jesus. Além disso, também exerceu a função de secretário provincial, o que lhe conferiu maior influência nas decisões da Companhia de Jesus na Província da Bahia .
Durante sua estadia no Brasil, Benci se envolveu em disputas internas da Companhia de Jesus, especialmente aquelas entre os jesuítas portugueses e italianos. Tais disputas refletiam tensões políticas e culturais dentro da ordem, que estavam sendo intensificadas pelo contexto do Brasil Colônia. Além disso, o período também foi marcado por questões relacionadas à implementação de políticas de evangelização e à presença da Igreja em meio a um sistema colonial que incluía a escravidão, o que influenciou significativamente sua obra sobre a escravidão no Brasil.
Em 1700, após quase duas décadas de trabalho missionário no Brasil, Jorge Benci solicitou seu retorno à Europa. Conforme apontado por Serafim Leite, Benci enviou duas cartas ao superior Tirso Gonzalez naquele ano. A primeira, datada de 2 de maio e escrita na Bahia, abordava questões pessoais e incluía o pedido para deixar o Brasil. Já na segunda carta, redigida em 12 de maio, também na Bahia, Benci mencionou que estava revisando seu sermão sobre as obrigações dos senhores para com os escravos, tema que considerava de grande relevância dada a ampla presença dessa prática no Brasil. Ele afirmou que pretendia expandir o texto, acreditando que seria de grande utilidade, especialmente porque não havia identificado nenhuma obra escrita em português que tratasse do assunto. Nessa mesma carta, ele compartilhou o sumário e um trecho de sua obra Economia Cristã dos Senhores no Governo dos Escravos. Este material, ao que tudo indica, foi finalizado ainda em 1700.
Benci pediu para ser transferido para a Ilha de São Tomé ou retornar à Província de Veneza, à qual estava originalmente vinculado. No entanto, foi enviado para Lisboa. Mesmo após deixar o Brasil, continuou a se envolver com questões administrativas e espirituais ligadas à Província do Brasil, mantendo uma participação ativa até sua morte, em Portugal, no dia 10 de julho de 1708. Sua produção intelectual marcou significativamente os debates sobre a relação entre a Igreja e a escravidão, além de refletir a posição moral da Companhia de Jesus quanto às responsabilidades dos senhores de escravos.
Sobre a segunda carta, há ainda indícios de que ela também tratava de tensões internas dentro da Companhia de Jesus, incluindo disputas entre membros portugueses e italianos. Esses conflitos podem ter contribuído para o desconforto de Benci em permanecer no Brasil, além das dificuldades enfrentadas nas missões e nas relações com autoridades locais.

## Tratativa e disciplina no governo dos escravos

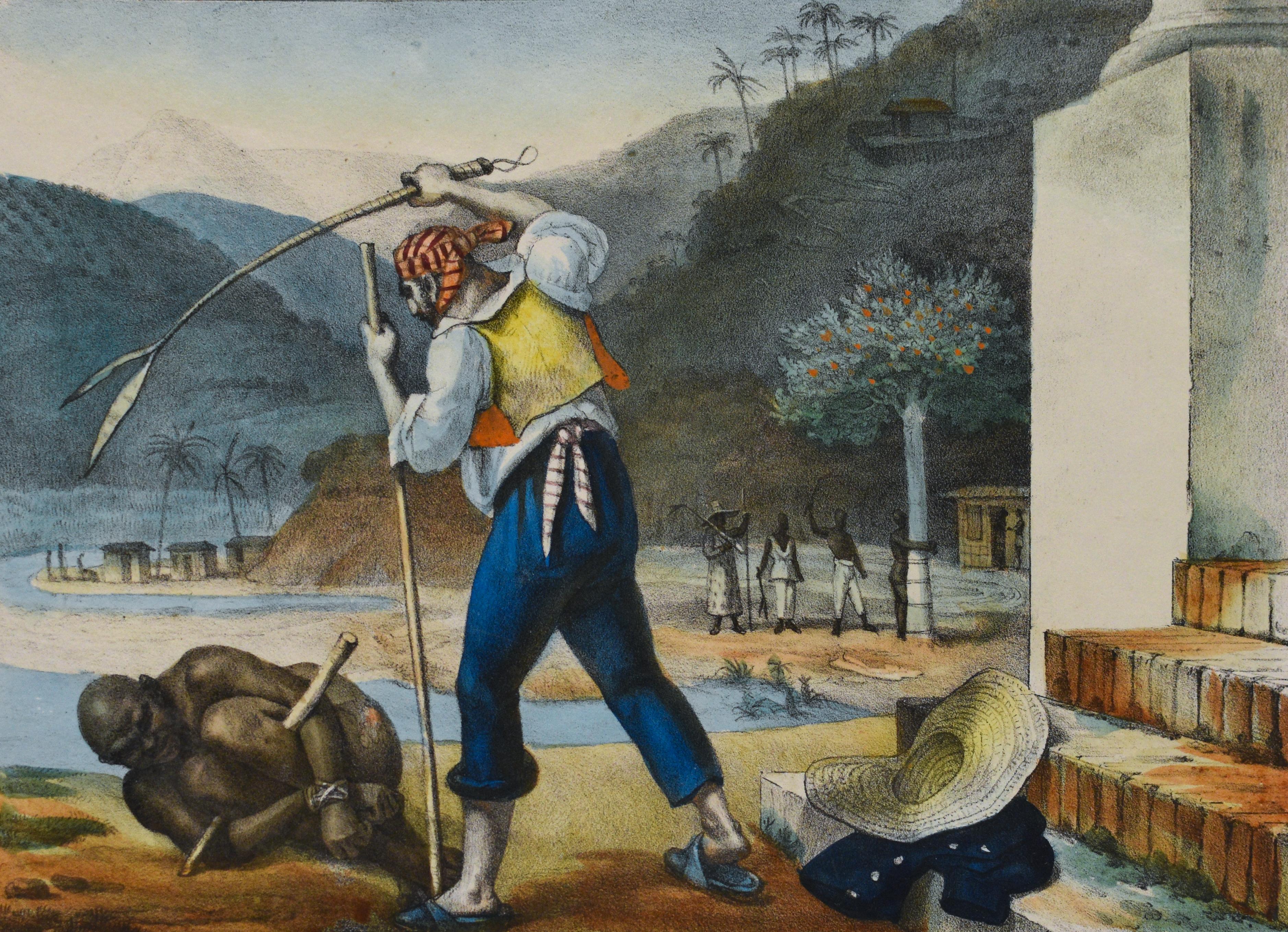
Slavery in Brazil, by Jean-Baptiste Debret (1768-1848)

No fim do século XVII, iniciou-se um processo de reflexão e mudança acerca do tipo de tratamento dado aos escravizados pelos seus senhores, que até então agiam de forma indiferente em relação à doutrina, à vida sacramental e às honras fúnebres dos escravizados. Na obra Economia Cristã dos Senhores no Governo dos Escravos, Jorge Benci baseou-se no capítulo 33 do livro Eclesiástico (Eclesiástico, Capítulo 33, Versículos 25 e 33)    para desenvolver seu conteúdo, encontrando inspiração especialmente na sentença bíblica: “Panis, et disciplina, et opus servo”. Esta expressão pode ser traduzida como "Pão, disciplina e trabalho para o servo", refletindo uma visão moral cristã segundo a qual os senhores deveriam garantir não apenas o sustento material, mas também o cuidado espiritual e o bom comportamento de seus escravos. Desde o frontispício da obra, publicada originalmente em Roma em 1705, fica claro que se trata de um conjunto de discursos de fundo moral, cujo objetivo era orientar a conduta dos senhores de escravos de acordo com os princípios cristãos.
Benci oferece diretrizes detalhadas para a conduta dos senhores em relação aos escravizados, defendendo que a escravidão deveria ser exercida de maneira compatível com a moral cristã. Ele argumenta que os senhores têm o dever moral e espiritual de zelar pelo bem-estar físico e espiritual de seus escravos, incluindo a instrução religiosa, a provisão de sustento adequado e o tratamento humanitário. No Brasil colonial, embora muitos religiosos tenham se manifestado contra os abusos da escravidão, Jorge Benci destacou-se como o único a elaborar um conjunto pedagógico que orientava os senhores no tratamento e na educação de seus escravos.
Benci justifica a escravidão como uma prática aceita dentro da ordem social de sua época, mas insiste na ideia de que os senhores deveriam agir como "pais espirituais" de seus cativos, cuidando de suas almas e ajudando-os a alcançar a salvação cristã. Para ele, a escravidão não deveria ser um motivo para o abuso ou o desprezo, mas uma oportunidade para exercer a caridade cristã.
A disciplina, segundo Benci, deveria ser aplicada com moderação e justiça, evitando punições cruéis ou desumanas. Ele ressalta que o abuso dos escravos constituía um pecado grave, pois violava os princípios da caridade e justiça divina. Assim, a função do senhor não era apenas a de um administrador econômico, mas também a de um guia espiritual responsável.
A visão de Jorge Benci é um exemplo da tentativa da Igreja Católica de harmonizar a prática da escravidão com os ensinamentos cristãos, num contexto em que essa instituição era amplamente aceita e integrada à estrutura econômica e social do Brasil colonial. Contudo, segundo o sociólogo Gilson Ciarallo, sua obra também reflete as contradições dessa abordagem, pois legitima a escravidão ao mesmo tempo em que busca humanizá-la, ignorando os questionamentos mais profundos sobre a legitimidade ética e moral do sistema escravista.

## Obras
A principal obra de Benci, Economia Cristã dos Senhores no Governo dos Escravos, foi publicada em Roma em 1705 e reflete sua visão cristã sobre a escravidão. O livro é dividido em uma introdução e quatro discursos, enfatizando a responsabilidade dos senhores de escravos em garantir o bem-estar físico e espiritual de seus cativos, de acordo com os preceitos da fé católica.
Além de sua principal obra, Jorge Benci produziu outros textos (cartas) que refletem a complexidade de sua atuação como jesuíta e intelectual no Brasil colonial. Suas cartas se concentram em questões religiosas e morais, abordando temas como a evangelização, a condução espiritual e a administração das relações sociais em uma sociedade marcada pela escravidão.
A obra de Jorge Benci representa sua tentativa de equilibrar a missão evangelizadora da Igreja Católica com os desafios sociais, econômicos e políticos do Brasil colonial. Embora ele seja uma figura controversa por legitimar a escravidão, acaba oferecendo uma noção sobre a relação entre a Igreja e as práticas sociais da época colonial, destacando as tensões e contradições presentes na atuação da Companhia de Jesus.